# SeaWorld Orlando
SeaWorld Orlando è un parco di divertimento ed un parco zoologico marino situato ad Orlando, in Florida. È di proprietà della SeaWorld Parks & Entertainment. Insieme ai vicini Discovery Cove ed Aquatica forma SeaWorld Parks and Resorts Orlando, un complesso di intrattenimento costituito dai tre parchi e da svariati hotel. Nel 2017, SeaWorld Orlando ha ospitato circa 3.962.000 ospiti, posizionandosi così come l'11º parco di divertimenti più visitato negli Stati Uniti.